# Colaptes rivolii
El carpintero candela o carpintero dorsicarmesí (Colaptes rivolii) es una especie de ave de la familia Picidae que se encuentra en Bolivia, Colombia, Ecuador, Perú y Venezuela.

## Descripción
Alcanza una longitud promedio de 28 cm. La corona, a nuca y la mayoría del dorso son de color rojo carmín, con plumas negras en la parte inferior.  Alrededor de los ojos y los lados de la cabeza son de color blanco amarillento, rodeado de una ceja y una barba, rojas en el macho y negras en la hembra. Garganta negra, a veces con machas blancas. La parte inferior es de color amarillo dorado a mostaza, en el pecho con rayas negras. La cola es de color negro. Las primarias tienen bordes de color verde oliva. Entre ellos se encuentra un barbudo como rayas carmesí.

## Hábitat
Vive en el bosque húmedo y el bosque nuboso, en altitudes entre los 950 y 3.500 m. Aquí lo puedes encontrar en unos pocos árboles, pero también en los arbustos bajos de altura.

## Comportamiento
Generalmente está solitario o en pareja y a veces en bandas mixtas con otras especies de aves. Se alimenta de principalmente de hormigas y larvas de escarabajo y ocasionalmente de arácnidos y frutos. Explora, picotea y espiguea prácticamente en todos los estratos del bosque, entre el musgo sobre las ramas de los árboles y las epifitas. De vez en cuando busca insectos en el suelo.

## Subespecies

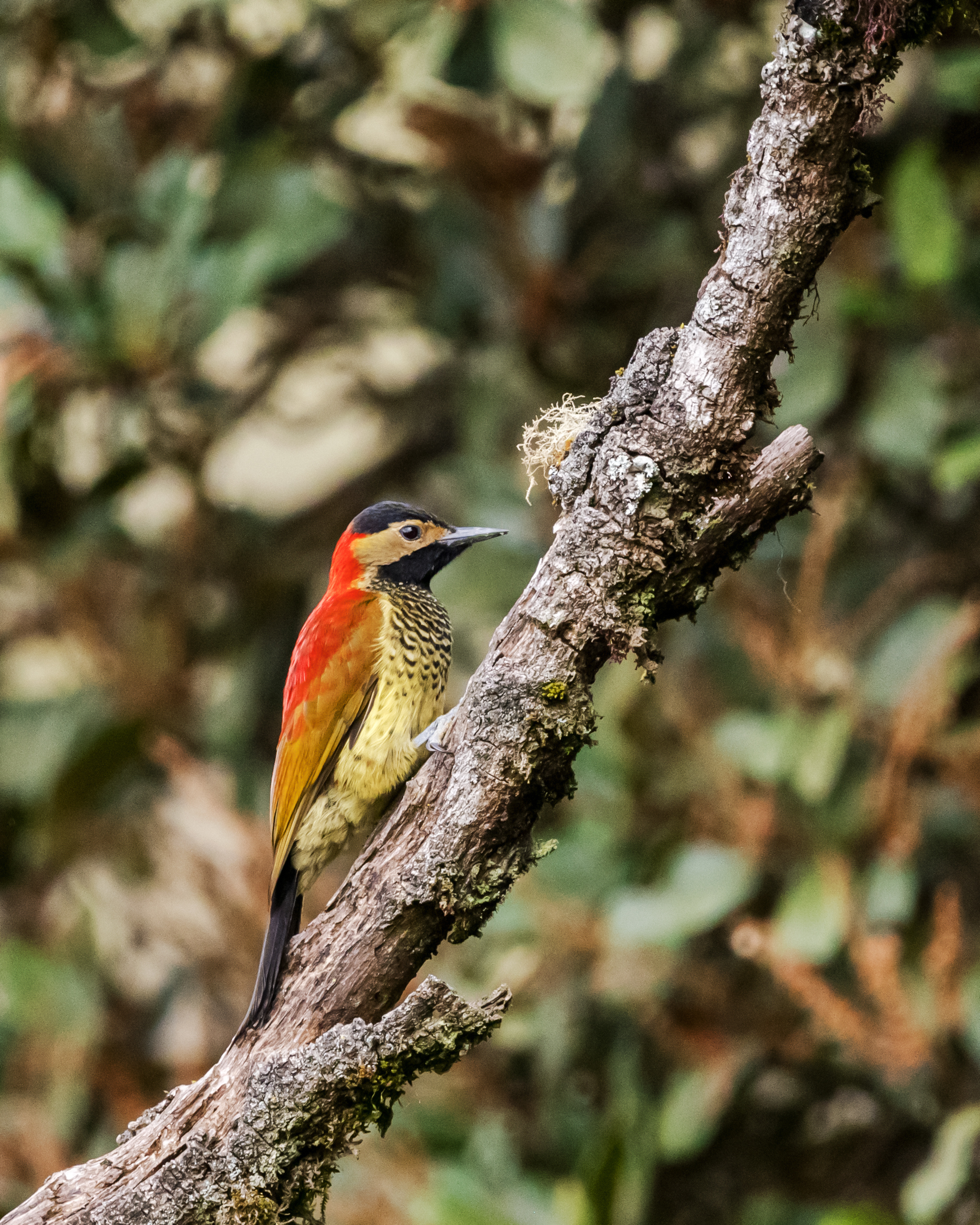
Carpintero candela en Bolivia.

Se han descrito cinco subespecies que se diferencian principalmente en su coloración y gama:
- Colaptes rivolii rivolii (Boissonneau, 1840) Al noroeste de Venezuela y nordeste de Colombia, en la Sierra de Perijá.
- Colaptes rivolii meridae (Chapman, 1923)[5] Occidente de Venezuela, en Mérida y Táchira.
- Colaptes rivolii quindiuna (Chapman, 1923) Norte de la Cordillera Central de los Andes de Colombia.
- Colaptes rivolii brevirostris (Taczanowski, 1875)[6] Suroeste de Colombia, en Ecuador[4] y hasta el centro del Perú.
- Colaptes rivolii atriceps (Sclater, PL & Salvin, 1876)[7] Suroeste del Perú hasta el centro de Bolivia. Su corona es negra.
- Colaptes rivolii zuliensis (Aveledo & Pérez 1989)[8] se describe también como un taxón válido.